# Sapiejkau
Sapiejkau (biał. Сапейкаў; ros. Сопейков, Sopiejkow; pol. hist. Sapiejkowa) – wieś na Białorusi, w obwodzie homelskim, w rejonie oktiabrskim, w sielsowiecie Pratasy.

## Historia
W Rzeczypospolitej Obojga Narodów wieś należała do województwa mińskiego. Odpadła od niej w wyniku II rozbioru Polski w 1793.
W XIX i w początkach XX w. położona była w Rosji, w guberni mińskiej, w powiecie bobrujskim. Po I wojnie światowej pod administracją polską, w Zarządzie Cywilnym Ziem Wschodnich, w okręgu mińskim, w powiecie bobrujskim. W wyniku postanowień traktatu ryskiego znalazła się w granicach Związku Sowieckiego. Od 1991 w niepodległej Białorusi.